# Ancilla giaquintoi
Ancilla giaquintoi is een slakkensoort uit de familie van de Ancillariidae. De wetenschappelijke naam van de soort is voor het eerst geldig gepubliceerd in 2006 door Bozzetti.